# Conte di Kintore
Conte di Kintore è un titolo della Parìa di Scozia creato nel 1677 per Sir John Keith, figlio terzogenito di William Keith, VI Conte maresciallo. Egli venne creato anche Lord Keith di Inverurie e Keith Hall allo stesso tempo, sempre nella Parìa di Scozia. Alla morte di William, il IV conte, nel 1761 la contea divenne quiescente perché nessuno poté dar prova di pretenderla. Nel 1778, venne deciso di assegnare la contea ad Anthony Adrian Falconer, Lord Falconer di Halkerton, che cambiò il proprio cognome in Keith-Falconer. La Signoria di Falconer di Halkerton e la contea di Kintore rimasero uniti sino al 1966, quando, alla morte del X conte, la signoria divenne quiescente.

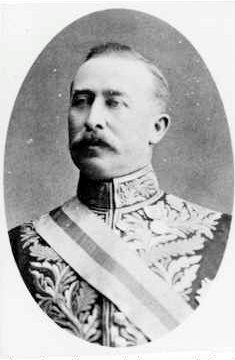
Algernon Keith-Falconer,
IX conte di Kintore

L'XI detentore del titolo, Ethel Sydney Keith-Falconer, sposò John Baird, I visconte Stonehaven. Alla morte di lord Stonehaven, i titoli di Visconte Stonehaven (creato nel 1938) e Barone Stonehaven (1925), entrambi nella Parìa del Regno Unito, così come la baronettia di Urie, passarono al figlio della coppia, James. La contessa di Kintore, che morì il giorno successivo al suo centounesimo compleanno, fu la pari inglese a vivere più a lungo.
La sede della famiglia è Keith Hall, presso Inverurie, Aberdeenshire.
L'erede apparente della contea utilizzò il titolo di cortesia di Lord Inverurie.

## Conti di Kintore (1677)
- John Keith, I conte di Kintore (m. 1714)
- William Keith, II conte di Kintore (m. 1718)[2]
- John Keith, III conte di Kintore (c. 1699–1758)
- William Keith, IV conte di Kintore (c. 1702–1761) (quiescente dal 1761)
- Anthony Adrian Keith-Falconer, V conte di Kintore (m. 1804) (ripristinato nel 1778)
- William Keith-Falconer, VI conte di Kintore (1766–1812)[3]
- Anthony Adrian Keith-Falconer, VII conte di Kintore (1794–1844)
  - William Adrian Keith-Falconer, Lord Inverurie (1822–1843)
- Francis Alexander Keith-Falconer, VIII conte di Kintore (1828–1880) [4]
- Algernon Hawkins Thomond Keith-Falconer, IX conte di Kintore (1852–1930)
  - Ian Douglas Montagu Keith-Falconer, Lord Inverurie (1877–1897)
- Arthur George Keith-Falconer, X conte di Kintore (1879–1966).
- Ethel Sydney Keith-Falconer, XI contessa di Kintore (1874–1974)
- James Ian Keith, XII conte di Kintore (1908–1989)
- Michael Canning William John Keith, XIII conte di Kintore (1939–2004)
- James William Falconer Keith, XIV conte di Kintore (n. 1976)

L'erede apparente è il figlio dell'attuale detentore del titolo Tristan Michael Keith, Lord Inverurie (n. 2010)